# Hammerbach (Werse)
Der Hammerbach (auch als Hammebach bezeichnet) ist ein 1,9 Kilometer langer linksseitiger Zufluss der Werse in Münster/Westfalen. 

## Verlauf
Der Bachlauf entspringt im Stadtteil Dyckburg an der Dykburgstraße etwas südlich der Brücke der Güterumgehungsbahn Münster, verläuft in einem kleinen Graben zunächst nordwärts und dann nach Osten. Er formt im Boniburger Wald ein tief eingeschnittenes Bachtal, nimmt von links einen namenlosen Bachlauf und den Dykburggraben auf,  fließt am Vorsehungskloster und am Gymnasium St. Mauritz vorbei und mündet beim Park an der Boniburg im Stadtteil Handorf in die Werse. 

## Ökologie
Eine längere Verrohrung in der Nähe des Vorsehungsklosters wurde im Jahr 2000 entfernt.